# Шопа

Шопа́ (каз. Шопа) — село у складі Шетського району Карагандинської області Казахстану. Входить до складу Нураталдинського сільського округу.
Населення — 163 особи (2021; 182 у 2009, 190 у 1999, 274 у 1989).
Національний склад станом на 1989 рік:
- казахи — 100 %.

У радянські часи село називалось також Байзак.